# 3 Dywizja Morska
3 Dywizja Morska (niem. 3. Marine-Infanterie-Division) – niemiecka dywizja morska utworzona 1 kwietnia 1945 r. z 126. i 128. batalionów ochronnych Kriegsmarine oraz niedobitków 163 Dywizja Piechoty.
Dywizja walczyła w składzie 3 Armii Pancernej pod Świnoujściem, Oranienburgiem i na przedpolach stolicy III Rzeszy. Po upadku Berlina skapitulowała pod Kyritz.

## Skład bojowy dywizji
- 5 pułk grenadierów morskich
- 9 pułk grenadierów morskich
- 10 pułk grenadierów morskich
- 234 pułk artylerii morskiej
- batalion fizylierów
- batalion inżynieryjny
- batalion niszczycieli czołgów
- batalion łączności
- batalion szkoleniowy

## Dowódcy dywizji
- Oberst von Witzleben od 1 kwietnia 1945,
- Generalmajor Fritz Fullriede od 3 kwietnia 1945 do końca